# Road Trips Volume 1 Number 1
Road Trips Volume 1 Number 1 je koncertní album skupiny Grateful Dead. Jedná se o první část série Road Trips. Album vyšlo 5. listopadu 2007.. Nahrávky pocházejí z podzimu 1979.

## Seznam skladeb
| Disk 1 | Disk 1                | Disk 1                         | Disk 1 |
| Pořadí | Název                 | Autor                          | Délka  |
| ------ | --------------------- | ------------------------------ | ------ |
| 1.     | Alabama Getaway       | Garcia, R. Hunter              | 5:31   |
| 2.     | Promised Land         | Berry                          | 4:44   |
| 3.     | Jack Straw            | Weir, R. Hunter                | 6:47   |
| 4.     | Deal                  | Garcia, R. Hunter              | 6:48   |
| 5.     | Dancing in the Street | Stevenson, Gaye, Ivy Jo Hunter | 13:10  |
| 6.     | Franklin's Tower      | Garcia, Kreutzmann, R. Hunter  | 12:04  |
| 7.     | Wharf Rat             | Garcia, R. Hunter              | 11:15  |
| 8.     | I Need a Miracle      | Weir, Barlow                   | 4:04   |
| 9.     | Bertha                | Garcia, R. Hunter              | 5:52   |
| 10.    | Good Lovin'           | Resnick, Clark                 | 7:08   |

| Disk 2         | Disk 2              | Disk 2                | Disk 2 |
| Pořadí         | Název               | Autor                 | Délka  |
| -------------- | ------------------- | --------------------- | ------ |
| 1.             | Shakedown Street    | Garcia, R. Hunter     | 15:32  |
| 2.             | Passenger           | Lesh, Monk            | 6:04   |
| 3.             | Terrapin Station    | Garcia, R. Hunter     | 15:25  |
| 4.             | Playing in the Band | Weir, Hart, R. Hunter | 22:17  |
| 5.             | Not Fade Away       | Holly, Petty          | 9:27   |
| 6.             | Morning Dew         | Dobson, Rose          | 10:13  |
| Celková délka: | Celková délka:      | Celková délka:        | 156:28 |

| Bonusový disk  | Bonusový disk         | Bonusový disk                | Bonusový disk |
| Pořadí         | Název                 | Autor                        | Délka         |
| -------------- | --------------------- | ---------------------------- | ------------- |
| 1.             | China Cat Sunflower   | Garcia, R. Hunter            | 7:29          |
| 2.             | I Know You Rider      | trad., arr. by Grateful Dead | 8:07          |
| 3.             | Lost Sailor           | Weir, Barlow                 | 6:30          |
| 4.             | Saint of Circumstance | Weir, Barlow                 | 5:41          |
| 5.             | Jam                   | Grateful Dead                | 7:20          |
| 6.             | Althea                | Garcia, R. Hunter            | 9:42          |
| 7.             | Estimated Prophe      | Weir, Barlow                 | 13:16         |
| 8.             | He's Gone             | Garcia, R. Hunter            | 10:35         |
| 9.             | Jam                   | Grateful Dead                | 8:41          |
| Celková délka: | Celková délka:        | Celková délka:               | 77:26         |

## Sestava
- Jerry Garcia – sólová kytara, zpěv
- Bob Weir – rytmická kytara, zpěv
- Phil Lesh – basová kytara
- Brent Mydland – klávesy, zpěv
- Mickey Hart – bicí
- Bill Kreutzmann – bicí